# Lucía Ramos
Lucía Ramos Nombela (Fuenlabrada, 21 gennaio 1991) è un'attrice spagnola.

## Biografia
Nasce a Madrid nel 1991. I suoi inizi sullo schermo si hanno con serie molto popolari, come El comisario, Cuéntame cómo pasó, El internado, Yo soy Bea e Hermanos y detectives. Tuttavia il ruolo che le ha dato maggiore fama è stato quello di Teresa in Fisica o chimica, una serie di grande popolarità. A partire dal 2008 è stata scelta come protagonista per vari film.

Ha anche fatto da modella per numerose campagne delle marche più prestigiose, come Adidas o MTNG Mustang.

## Filmografia

### Cinema
- Showtime (2008)
- No quiero ser recuerdo (2012)
- Mighty Boy (2012)
- En Apatia,Secuelas Del Odio (2013)
- Por un puñado de besos (2013)

### Televisione
- Paco y Veva (2004), come Ana
- El comisario (2005), come Mónica
- Cuéntame cómo pasó (2005), come Tati
- El internado (2007), come Irene
- Hermanos y detectives (2007), come Veronica
- Yo soy Bea (2008), como Daisy
- Inocentes (2010), come Carla
- Fisica o chimica (Física o Química) (2010-2011), come Teresa
- Todo es posible en el bajo (2012), come Luz
- El don de Alba (2013), come Carla